# Maruéjols-lès-Gardon
Maruéjols-lès-Gardon är en kommun i departementet Gard i regionen Occitanien i södra Frankrike. Kommunen ligger i kantonen Lédignan som tillhör arrondissementet Alès. År 2022 hade Maruéjols-lès-Gardon 275 invånare.

## Befolkningsutveckling
Antalet invånare i kommunen Maruéjols-lès-Gardon
Referens:INSEE